# Квинт Муций Сцевола (консул 95 года до н. э.)
Квинт Му́ций Сце́вола (лат. Quintus Mucius Scaevola; 140—82 годы до н. э.) — древнеримский политический деятель и учёный, консул 95 года до н. э., великий понтифик в 89—82 годах. Во время своего консульства принял закон, ограничивший предоставление гражданства италикам и, вероятно, приблизивший Союзническую войну. Позже был наместником провинции Азия, где пытался ввести в законные рамки действия откупщиков. Сцевола дистанцировался от межпартийной борьбы во время гражданских войн, но всё же стал одной из последних жертв марианского террора (82 год до н. э.).
Квинт Муций был виднейшим специалистом по гражданскому праву и выдающимся оратором. У него учился юный Цицерон.

## Биография

### Происхождение
Сцевола принадлежал к плебейскому роду Муциев, возвысившемуся во время Второй Пунической войны. Первым из Сцевол курульную магистратуру получил прадед Квинта, претор 215 года до н. э. того же имени. Сыновья претора были консулами: Публий в 175 году, Квинт — в 174. Сын первого из них, тоже Публий, будучи консулом в 133 году, содействовал реформам Тиберия Семпрония Гракха. Он и стал отцом Квинта Муция.
Характерной особенностью этой семьи было обилие крупнейших для Рима авторитетов в сферах юриспруденции и сакральной жизни. Отец Квинта Муция и брат отца Публий Лициний Красс Муциан были верховными понтификами и авторами специальных юридических трудов; двоюродный дядя Квинта — ещё один Квинт Муций Сцевола, которого называли Авгуром, чтобы отличать от младшего сородича, — тоже был выдающимся знатоком права, в первую очередь гражданского. Сцевола Понтифик продолжил эту семейную традицию.
Важную роль в жизни Квинта Муция сыграли родственные связи с Лициниями (его дядя стал Лицинием Крассом по усыновлению). Один из представителей этого знатного рода Луций Лициний Красс стал другом Сцеволы и коллегой по ряду магистратур; он ещё и был женат примерно со 119 года до н. э. на дочери Сцеволы Авгура, то есть троюродной сестре Сцеволы Понтифика. Цицерон в одном из своих трактатов называет этих друзей ровесниками, а в другом сообщает, что Красс был старше, чем он сам, на тридцать четыре года. Отсюда рассчитывается дата рождения Квинта Муция — 140 год до н. э.

### Cursus honorum
Приблизительно в 115 году до н. э. Квинт Муций унаследовал от отца членство в коллегии понтификов. Свою политическую карьеру он начал с квестуры, которая относится предположительно к 110 году до н. э. В 106 году он стал народным трибуном, и это была единственная магистратура Сцеволы, которую он не разделил со своим другом Крассом: тот избирался народным трибуном годом ранее. Известно, что Квинт Муций председательствовал в народном собрании в день рассмотрения закона Сервилия о передаче судов от всадников сенату, и именно его друг этот закон защищал.
Следующую ступень карьеры Сцеволы — эдилитет — датируют 104 или 103 годом до н. э. В качестве эдила Квинт Муций организовал вместе с Крассом великолепные игры, на которых римская публика впервые увидела львов. В 100 году до н. э., в решающий момент борьбы сената с народным трибуном Луцием Аппулеем Сатурнином, Сцевола в числе прочих аристократов явился на комиций, чтобы принять участие в открытом бою с «мятежниками». В дальнейшем, не позже 98 года до н. э., он был претором. Некоторые учёные допускают вероятность его претуры в 101, 100 или 99 году до н. э.
В 95 году Квинт Муций стал консулом. Вместе со своим бессменным коллегой Крассом он принял lex Licinia Mucia de civibus redigundis — закон, по которому было проведено строжайшее расследование в отношении всех живших в Риме италиков, называвших себя римскими гражданами. Те из них, кто не смог доказать своё гражданство, были изгнаны из города. Цицерон предполагал, что подтолкнуть консулов к такому шагу могло негодование Марка Эмилия Скавра в связи с участием лжеграждан в работе народного собрания; в историографии выдвигалась гипотеза, что Сцевола и Красс выполняли поручение «фракции» Метеллов, боровшейся таким образом против Гая Мария. Вероятно, такое ужесточение законодательства стало одной из непосредственных причин начавшейся через четыре года Союзнической войны.
К тому же году относится конфликт между Сцеволой и Крассом. Когда сенат «из любезности» предоставил последнему триумф, Квинт Муций «не остановился перед тем, чтобы, исходя из заботы о благе государства, а не своего коллеги, наложить запрет на решение сената». Этот эпизод показывает, что отношения между неизменными коллегами были достаточно сложными.

### Наместничество в Азии и процесс Публия Рутилия
В 90-е годы до н. э. Сцевола был наместником провинции Азия. Более точная дата его наместничества является предметом научной дискуссии: существуют мнения в пользу года претуры (ориентировочно — 98 до н. э.), года после претуры (97 до н. э.) и года после консульства (94 до н. э.). Легатом при Квинте Муции был консуляр Публий Рутилий Руф, обладатель безупречной репутации (есть мнение, что он и сосредоточил в своих руках всю власть). Выдвигались гипотезы, что Сцеволу назначили в качестве «образцового» наместника для того, чтобы улучшить внутреннее положение в Азии и увеличить лояльность провинциалов по отношению к Риму в условиях приближавшейся войны с Митридатом, или что целью его миссии, обозначенной сенатом, было коренным образом изменить характер эксплуатации провинций Римом, перейдя от разорения к сотрудничеству.
В провинции Сцевола упорядочил деятельность откупщиков налогов, зарабатывавших огромные деньги благодаря попустительству предыдущих наместников. Верша беспристрастный суд, он «избавил провинциалов от всякого юридического крючкотворства»; в делах, где сталкивались интересы откупщиков и местных жителей, он не боялся выносить решения в пользу последних, заставляя виновных возмещать нанесённые убытки. Если вскрывались факты незаконных казней, Квинт Муций не останавливался даже перед аналогичным наказанием. Диодор рассказывает, что уличённый в преступлениях главный агент откупщиков, раб, который уже заключил договор со своим хозяином о выкупе, был по приказу наместника распят.
Сцевола издал эдикт, который гарантировал грекам в тех делах, которые не касались римлян, суд по их собственным законам. Все представители администрации теперь были обязаны сами оплачивать свои расходы. Все эти меры вкупе с общей политикой экономии существенно улучшили экономическое положение провинции, так что местные жители даже учредили в честь Сцеволы ежегодные празднества — Муции; известно, что Митридат, заняв Азию в 89-88 годах до н. э., не стал этот праздник отменять. Отреагировали на происходящее и в Риме: сенат особым постановлением «объявил впредь Сцеволу образцом и нормой исполнения служебных обязанностей для отправляющихся в эту провинцию магистратов».
Тем не менее Квинт Муций управлял провинцией только девять месяцев и вернулся в Рим, оставив Публия Рутилия дожидаться преемника. Деятельность «образцового магистрата» существенно навредила интересам публиканов, которые, согласно античной традиции, инициировали заведомо несправедливый судебный процесс против Публия Рутилия по обвинению в злоупотреблениях властью и добились его осуждения. Рутилий, отказавшийся от защиты виднейших ораторов, сделал маленькое исключение для Сцеволы, которого это дело тоже касалось: Квинт Муций присоединил к выступлению своего экс-подчинённого «несколько слов» и «говорил ясно и гладко, но совсем не с той силой и полнотой, какой требовал подобный суд и подобное дело». После вынесения приговора осуждённый уехал в изгнание — в ту провинцию, которую он якобы ограбил.
Сцеволу же никто не пытался привлечь к суду. Традиционно эти события датируют 92 годом до н. э.
В историографии есть разные мнения о причинах этого судебного процесса и, соответственно, о том, почему Квинт Муций не стал его фигурантом. Учёные, поддерживающие традиционную версию о столкновении сената, пытающегося упорядочить эксплуатацию провинций, со всадничеством, заинтересованным в продолжении их грабежа, предполагают, что обвинители хотели только продемонстрировать свои возможности и что Рутилий как homo novus был более удобной целью для атаки, чем знатный и обладающий разветвлёнными связями Сцевола. Согласно другим гипотезам, процесс Рутилия стал одним из эпизодов борьбы между разными внутрисенатскими группировками. Возможно, Гай Марий нанёс удар по Рутилию как по одному из самых видных представителей «фракции» Метеллов; в этом случае в планы обвинителей вообще не входило задеть Сцеволу, который был относительно независимым политиком и свойственником Мария. Возможно, против Квинта Муция и его легата объединились видные сенаторы, чьи материальные интересы были связаны с Азией: в их числе называют Марка Эмилия Скавра, Мания Аквилия и того же Гая Мария. На сторону обвинения мог встать даже Луций Лициний Красс — ради мести Сцеволе за отнятый триумф.

### Поздние годы
На цензуру, увенчивавшую cursus honorum римского аристократа, Сцевола претендовать не стал: по словам Цицерона, «никто из рода Сцеволы никогда не стремился к этой должности». Тем не менее он смог усилить свои позиции около 89 года до н. э., когда после смерти Гнея Домиция Агенобарба был избран великим понтификом.
Во внутриполитической борьбе, переросшей ещё при жизни Квинта Муция в гражданскую войну, он вёл себя очень осторожно, не связывая свою судьбу ни с одной из партий и стараясь сохранить свободу действий. Ещё в 94 или 93 году внучка его сородича Сцеволы Авгура стала женой сына Гая Мария; тем не менее, когда в 88 году враг последнего Луций Корнелий Сулла занял Рим и внёс в сенат предложение объявить Мария «врагом», выступивший против Сцевола Авгур остался без поддержки: все остальные сенаторы, включая Сцеволу Понтифика, промолчали. Через год Рим был занят войсками Мария и впервые был развёрнут террор против лиц консульского и преторского достоинства, но Сцевола уцелел: присутствие в городе и в сенате таких авторитетных людей, как он, укрепляло марианский режим.
Гай Марий умер уже в январе 86 года до н. э. На его похоронах офицер-марианец Гай Флавий Фимбрия (по словам Цицерона, «совершенно обезумевший человек») набросился на Сцеволу с мечом и ранил его. Узнав, что рана не смертельна, Фимбрия вызвал Квинта Муция в суд и на вопрос, в чём же он собирается обвинять свою жертву, ответил: «В том, что он не принял удара меча по самую рукоять» (историки видят здесь гладиаторскую терминологию). Наказан Фимбрия не был, но вскоре отправился на Восток воевать с Суллой и там погиб.
В последующие годы многие нобили уехали из Рима, контролировавшегося Цинной и его политическими наследниками. Сцевола же оставался в городе, даже когда Сулла высадился в Италии и одержал серию решающих побед: согласно одному из источников, верховный понтифик говорил, что предпочитает спокойно принять свою судьбу, но не идти «с оружием под стены отечества».
В 82 году до н. э., в самом конце войны, Квинт Муций стал жертвой марианского террора. Гай Марий Младший, осаждённый в Пренесте и осознавший безвыходность своего положения, сумел передать находившемуся в Риме претору Луцию Юнию Бруту Дамасиппу приказ убить ряд сенаторов. Эпитоматор Ливия пишет о «почти всей знати», но другие источники называют только четыре имени: Публий Антистий, Луций Домиций Агенобарб, Гай Папирий Карбон Арвина и Квинт Муций Сцевола. Учитывая, что последний был родственником жены одного из консулов-марианцев, а Карбон — двоюродным братом другого, Э. Бэдиан сделал предположение, что эти четверо «едва ли оказались просто жертвами произвола»: возможно, они всё же хотели перейти на сторону Суллы, но их замысел был раскрыт. Есть гипотеза, что Дамасипп действовал самовольно, а рассказ о распоряжении Мария, переданном из осаждённого города, — возникшая позже легенда.
Дамасипп пригласил своих жертв в курию, якобы на совещание, «и убил их там самым жестоким образом». Сцевола успел выбежать из здания сената и попытался спастись в храме Весты, но был настигнут перед входом в него или даже уже внутри храма и убит. Его тело вместе с другими сволокли баграми в Тибр. Согласно Флору, Квинт Муций «припал к алтарю Весты и сгорел в его пламени».

### Интеллектуальные занятия
Сцевола был первым, кто систематизировал представления римлян о гражданском праве. Он создал краткое руководство по этой сфере знания в одной книге и обобщающий свод в восемнадцати книгах, в котором изложение было сгруппировано вокруг отдельных вопросов и для разработки юридических проблем использовалась гносеология стоицизма. Этот труд под названием «О гражданском праве» сохранился только в виде цитат и выдержек в других текстах. Его часто цитирует Авл Геллий; его комментировали во времена Поздней Республики Сервий Сульпиций Руф, во времена Империи — Лелий Феликс (сочинение последнего «К Квинту Муцию» состояло из по крайней мере нескольких книг). Сцевола стал древнейшим из римских юристов, чьи работы использовались при составлении «Дигест». При этом Цицерон утверждает, что Квинт Муций как юрист обладал только большим опытом, но не углублялся в теорию права.
В последние годы жизни, после смерти своего родича Сцеволы Авгура (около 88 года до н. э.), Сцевола Понтифик получил в качестве ученика юного Марка Туллия Цицерона: тот постигал под руководством двух Муциев гражданское право.
Квинт Муций часто выступал с речами в суде и говорил всегда «ясно и гладко». Цицерон в своих трактатах высоко оценивает Сцеволу как оратора, называя в числе его сильных сторон опыт в вопросах права, проницательность, умение коротко и «удивительно удачно» сформулировать суть дела. Марк Туллий выстроил характеристику Квинта Муция в значительной степени на сопоставлении с его коллегой и частым оппонентом в судах Крассом. С его точки зрения Сцевола — «лучший оратор среди правоведов», тогда как Красс — «лучший правовед среди ораторов»; Сцевола — «самый изящный из немногословных», а Красс — «самый немногословный из изящных». Цицерон называет этих двоих лучшими знатоками ораторского искусства для своего времени; известно, что юный Квинт Гортензий впервые выступил в суде в их присутствии, и Сцевола и Красс сразу разглядели в нём большой талант.
На религиозные воззрения Сцеволы существенно повлиял стоицизм. Квинт Муций различал два вида религии: философскую стоическую и народную, помогающую держать рядовых граждан в подчинении.

## Семья
Сцевола был женат на Целии, известной своим безнравственным поведением. В этом браке родились по крайней мере три дочери, из которых в источниках упоминается только одна — Муция Терция, ставшая третьей женой Гнея Помпея Великого и матерью всех его детей. Получив в 62 году до н. э. развод, Муция вышла за Марка Эмилия Скавра. Братьями Муции Терции античные авторы называют двух Квинтов Цецилиев Метеллов — Целера и Непота; вероятно, они родились от первого брака Целии.
Через свою внучку Помпею Магну Сцевола стал предком ряда видных нобилей I века н. э.

## Характеристика личности
Античная традиция (главным образом в сочинениях Цицерона, близко знакомого с Квинтом Муцием) сделала Сцеволу воплощением высших достоинств римлянина. Марк Туллий называет его «благороднейшим и наиболее выдающимся мужем», «из всех людей самым умеренным человеком», «образцом сдержанности и благоразумия». Цицерон считает своего учителя честнейшим человеком; так, когда Сцеволе назвали цену угодья, которое он хотел купить, он сказал, что ценит предмет сделки намного дороже и заплатил за него сто тысяч сестерциев «сверху».
В сюжете о наместничестве в Азии Сцевола выглядит как образцовый римский магистрат.

## В художественной литературе
Квинт Муций действует в исторических романах Милия Езерского «Марий и Сулла» и Колин Маккалоу «Первый человек в Риме» и «Венок из трав».